# Článkování

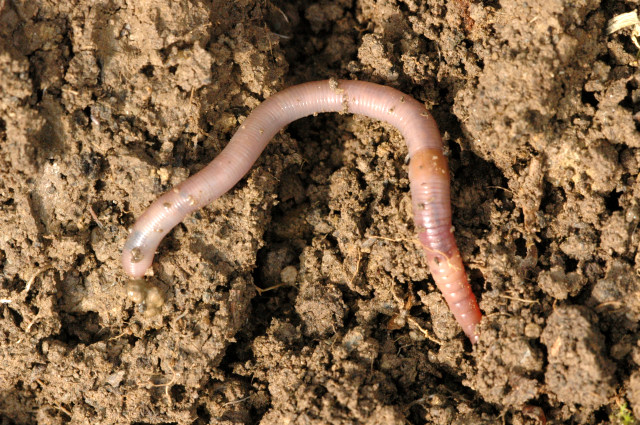
Homonomně článkované tělo žížaly obecné

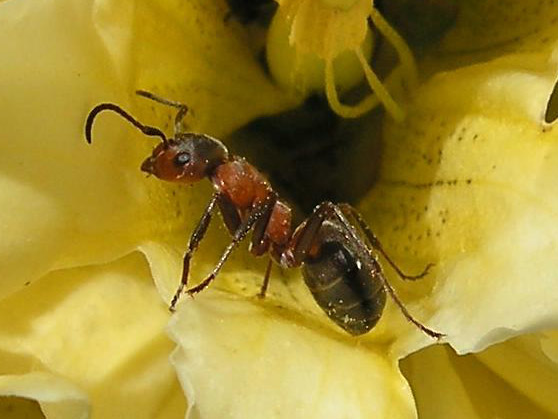
Heteronomně článkované tělo mravence

Článkování (někdy spíše segmentace nebo i metamerie) je typ uspořádání těla organismů z tělních článků (segmentů). Tělní články se v těle několikrát za sebou opakují a mají v těle zcela konkrétní smysl: umožňují vytvářet z velkých tělních embryonálních celků jiné, menší ohraničené oblasti, které mají odlišnou expresi genů, a jsou tedy již lépe definované.

## Typy článkování
Především u kroužkovců a členovců se rozlišuje homonomní (stejnocenná) a heteronomní (nestejnocenná) segmentace. Homonomně jsou článkovaní někteří kroužkovci, znamená to, že uspořádání tělních článků na povrchu odpovídá vnitřní anatomii kroužkovce. Výjimkou jsou pijavice a někteří mnohoštětinatci, na jejichž jeden vnitřní článek těla připadá více vnějších kožních zářezů, a jsou proto heteronomně článkované. Heteronomní segmentace se vyskytuje i u všech členovců.

## Výskyt
Typicky článkovaní živočichové jsou kroužkovci a členovci, u druhého jmenovaného kmene je segmentace na nejvyšší úrovni. Segmentace těla se vyskytuje i u obratlovců. Poměrně dobře je poznat v uspořádání svalového a kosterního aparátu ryb nebo hadů, u savců je výrazně potlačena, ale tělní segmenty se stále dají identifikovat např. u embryií nebo v uspořádání nervové soustavy.
Článkování zcela v jiném slova smyslu vzniká např. i u přesliček a vůbec není v přírodě vzácným úkazem.

## U člověka

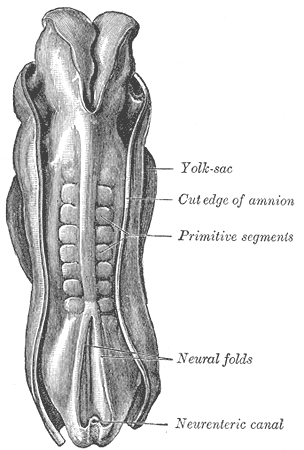
Segmentace patrná na lidském embryu o délce 2,11 mm

Také v lidské embryogenezi hraje segmentace významnou roli. Mnoho orgánových soustav vzniká z článkovaných struktur táhnoucích se po některé z tělních os. Příkladem je centrální nervová soustava, složená z neuromer vzniklých segmentací neurální trubice, nebo svalová soustava, složená ze somitomer. Somitomery jsou váčky vznikající u člověka podél nervové trubice. Postupně se přetvářejí v somity, jejichž počet je tak charakteristický pro určité stadium embryonálního vývoje, že se podle nich určuje, jak je zárodek starý. Například v pátém týdnu je somitů 42–44 párů.